# سرتاف (قيلاب)
سرتاف (بالفارسية: سرتاف) هي قرية تقع في قسم قيلاب الريفي، بمقاطعة أنديمشك التابعة لمحافظة خوزستان، إيران. يقدر عدد سكانها بـ 129 نسمة حسب الإحصاء السكاني الذي تمّ في عام 2006.